# Jaime Fillol Haggstrom
Jaime Fillol Haggstrom (Los Ángeles, California, 3 de noviembre de 1976) es un extenista chileno. Es familiar de otros tenistas: hijo de Jaime Fillol, sobrino de Álvaro Fillol y tío de Nicolás Jarry.
En su carrera profesional ganó un título challenger en dobles. Se retiró en 2002 con 26 años, mismo año en que consiguió su título.

## Títulos enChallengers(1)

### Dobles (1)
| N.º | Fecha              | Torneo      | Superficie    | Pareja             | Oponentes en la final          | Resultado |
| --- | ------------------ | ----------- | ------------- | ------------------ | ------------------------------ | --------- |
| 1.  | 8 de julio de 2002 | Oberstaufen | Tierra batida | Ricardo Schlachter | Patricio Arquez Sergio Roitman | 6-2 6-4   |